# Binärpräfix
Binärpräfixe (auch IEC-Präfixe oder IEC-Vorsätze) sind Vorsätze für Maßeinheiten (Einheitenvorsätze), die Vielfache bestimmter Zweierpotenzen bezeichnen. Sie werden vorwiegend mit Einheiten wie Bit (Symbol bit, selten b) oder Byte (Symbol B) verwendet, um Datenmengen zu bemessen, da hier aus technischen Gründen häufig Zweierpotenzen auftreten. Als Einheitenvorsatz wird sowohl der Name (Kibi, Mebi, …) als auch das zugehörige Symbol (Ki, Mi, …) bezeichnet.
Ursprünglich wurden hierfür Präfixe verwendet, die für SI-Einheiten zur Bezeichnung von Zehnerpotenzen geschaffen wurden und ähnliche Zahlenwerte haben. Was gemeint war, sollte sich aus dem Kontext ergeben. Weil die Zweideutigkeit aber oft zu Problemen führte, wurden eigene Binärpräfixe geschaffen. Die SI-Präfixe sollen nur noch für Zehnerpotenzen verwendet werden, was aber nicht immer befolgt wird.

## Definition und Namen

### Motivation
Ein wichtiger Bestandteil eines Computers ist der Arbeitsspeicher, der heute üblicherweise als Halbleiterspeicher realisiert wird. Die einzelnen Speicherzellen werden mit Hilfe von parallelen, binär arbeitenden Leitungen adressiert, die zusammengefasst als Adressbus bezeichnet werden. Mit einem Adressbus, der n Leitungen besitzt, können 2n Speicherzellen adressiert werden. Daher werden direkt adressierbare Halbleiterspeicher üblicherweise in Größen von Zweierpotenzen hergestellt.

### Namensgebung
Die Zweierpotenz 210 = 1024 liegt nahe bei der Zehnerpotenz 103 = 1000. Da die dezimalen SI-Präfixe Potenzen von 1000 sind, lag es nahe, die binären Präfixe in Anlehnung daran als Potenzen von 1024 zu definieren und ihnen ähnliche Namen zu geben. Die Bezeichnungen der Präfixe Kibi, Mebi, Gibi etc. wurden aus den ersten zwei Buchstaben der entsprechenden SI-Präfixe, ergänzt um -bi für „binär“ gebildet. Als Symbole der Binärpräfixe wurden die Symbole der SI-Präfixe verwendet und der Kleinbuchstabe i angehängt, wobei für Kibi der Großbuchstabe K verwendet wird.

### Werte
Die folgende Tabelle listet die Binärpräfixe und vergleicht die Werte mit den SI-Präfixen der entsprechenden Größenordnung:
| Binärpräfix | Binärpräfix | Binärpräfix   | Binärpräfix                       | Binärpräfix |       | SI-Präfix ähnlicher Größe | SI-Präfix ähnlicher Größe | SI-Präfix ähnlicher Größe |
| ----------- | ----------- | ------------- | --------------------------------- | ----------- | ----- | ------------------------- | ------------------------- | ------------------------- |
| Kibi        | Ki          | 210 = 1024 =  | 1 024                             | = 1.024e30  | Kilo  | k                         | 10000 = 103               |                           |
| Mebi        | Mi          | 220 = 10242 = | 1 048 576                         | ≈ 1.049e60  | Mega  | M                         | 10002 = 106               |                           |
| Gibi        | Gi          | 230 = 10243 = | 1 073 741 824                     | ≈ 1.074e90  | Giga  | G                         | 10003 = 109               |                           |
| Tebi        | Ti          | 240 = 10244 = | 1 099 511 627 776                 | ≈ 1.100e12  | Tera  | T                         | 10004 = 1012              |                           |
| Pebi        | Pi          | 250 = 10245 = | 1 125 899 906 842 624             | ≈ 1.126e15  | Peta  | P                         | 10005 = 1015              |                           |
| Exbi        | Ei          | 260 = 10246 = | 1 152 921 504 606 846 976         | ≈ 1.153e18  | Exa   | E                         | 10006 = 1018              |                           |
| Zebi        | Zi          | 270 = 10247 = | 1 180 591 620 717 411 303 424     | ≈ 1.181e21  | Zetta | Z                         | 10007 = 1021              |                           |
| Yobi        | Yi          | 280 = 10248 = | 1 208 925 819 614 629 174 706 176 | ≈ 1.209e24  | Yotta | Y                         | 10008 = 1024              |                           |

Beispiel: 512 MiB (Mebibyte) = 512 · 220 Byte = 536.870.912 Byte ≈ 537 MB (Megabyte).
2022 führte die 27. Generalkonferenz für Maß und Gewicht (CGPM) die SI-Präfixe Ronna (R, 1027) und Quetta (Q, 1030) ein. Es ist zu erwarten, dass die IEC analog dazu Robi (Ri) und Quebi (Qi) definieren wird. Die offizielle Entscheidung steht aber noch aus.

### Verhältnis binärer und dezimaler Präfixe
Die Werte der dezimalen Präfixe steigen – ausgehend von Kilo – jeweils um den Faktor 103 = 1000 und die Werte der binären Präfixe um den Faktor 210 = 1024. Die Diskrepanz wächst also: Während der Größenunterschied zwischen Kibi und Kilo nur 2,4 % beträgt, ist ein Pebibyte schon 12,6 % mehr als ein Petabyte.
Die folgende Tabelle gibt eine Übersicht über die sich daraus ergebenden Verhältnisse:

| Präfixe | Präfixe | Binär ÷ Dezimal | Binär ÷ Dezimal | Dezimal ÷ Binär  | Dezimal ÷ Binär |
| ------- | ------- | --------------- | --------------- | ---------------- | --------------- |
| Kilo    | Kibi    | 1,024 (+2,4 %)  |                 | 0,9766 (−2,3 %)  |                 |
| Mega    | Mebi    | 1,049 (+4,9 %)  |                 | 0,9537 (−4,6 %)  |                 |
| Giga    | Gibi    | 1,074 (+7,4 %)  |                 | 0,9313 (−6,9 %)  |                 |
| Tera    | Tebi    | 1,100 (+10,0 %) |                 | 0,9095 (−9,1 %)  |                 |
| Peta    | Pebi    | 1,126 (+12,6 %) |                 | 0,8882 (−11,2 %) |                 |
| Exa     | Exbi    | 1,153 (+15,3 %) |                 | 0,8674 (−13,3 %) |                 |
| Zetta   | Zebi    | 1,181 (+18,1 %) |                 | 0,8470 (−15,3 %) |                 |
| Yotta   | Yobi    | 1,209 (+20,9 %) |                 | 0,8272 (−17,3 %) |                 |
| Ronna   | (Robi)  | 1,238 (+23,8 %) |                 | 0,8078 (−19,2 %) |                 |
| Quetta  | (Quebi) | 1,268 (+26,8 %) |                 | 0,7889 (−21,1 %) |                 |

## Geschichte

### Ursprünge
Als die Speicherkapazitäten der frühen Computer die Tausendergrenze überschritten, wurde es üblich, den Vorsatz K für 1024 Byte zu verwenden. Manchmal wurde dabei zwischen kB (= 1000, gesprochen „Kilobyte“) und KB (= 1024, gesprochen „Kabyte“, kurz „Ka“) unterschieden. Diese Möglichkeit stand später für den Vorsatz Mega nicht mehr zur Verfügung. Damit wurde in der Praxis auch die Unterscheidung kB/KB aufgegeben, und ein Kilobyte bekam generell die Bedeutung 1024 Byte.
Da Speicherbausteine und zunächst auch Datenspeicher üblicherweise nur in Größen von Zweierpotenzen hergestellt wurden, war die Gefahr von Missverständnissen gering. Zudem betrug die Abweichung bei Kilo nur 2,4 %.
Die binäre Verwendung der SI-Präfixe wurde 1986 vom IEEE auch in einem Glossar dokumentiert.
Mit der Zeit jedoch wurden Festplatten in beliebigen Größen hergestellt, und aufgrund der zunehmenden Größe wurden die Präfixe Mega und Giga verwendet, bei denen die Abweichungen größer sind. Das führte bei der Angabe von Festplattenkapazitäten in MB oder GB sowie auch bei der Datenübertragungsraten in MB/s oder Mbit/s zu Zweifeln hinsichtlich der genauen Bedeutung. Es kamen sogar Mischformen vor, etwa bei der Speicherkapazität einer 3½-Zoll-Diskette: „1,44 MB“ bedeutet hier 1,44 × 1000 × 1024 Byte.

### Normung
Um Mehrdeutigkeiten zu vermeiden, schlug die Internationale elektrotechnische Kommission (IEC) im Juni 1996 einen neuen Normentwurf für Binärpräfixe vor, die nur in der binären Bedeutung verwendet werden sollten. Dieser Entwurf wurde im Dezember 1998 als Norm beschlossen und im Januar 1999 als Ergänzung zu IEC 60027-2 veröffentlicht. Er führte die Präfixe Kibi, Mebi, Gibi, Tebi, Pebi und Exbi für binäre Vielfache von Einheiten ein. In der Norm wurde außerdem darauf hingewiesen, dass die SI-Präfixe nur für auf Zehnerpotenzen basierende Vielfache verwendet werden sollten. Diese Ergänzungen wurden in die im November 2000 veröffentlichte zweite Auflage der Norm IEC 60027-2 (2000-11) integriert. In die im August 2005 veröffentlichte dritte Ausgabe der Norm IEC 60027-2 (2005-08) wurden auch die Binärpräfixe Zebi und Yobi aufgenommen.
Viele Standardisierungsorganisationen schlossen sich der Empfehlung an. Darunter sind zu nennen das BIPM/CIPM (1998), das IEEE 1541 (2002) und speziell in Deutschland die Physikalisch-Technische Bundesanstalt (2007) (weitere: NIST, CENELEC, DIN/EN).
Auch das für die SI-Präfixe zuständige Internationale Büro für Maß und Gewicht (BIPM) empfahl 2006 in der 8. Auflage der SI-Broschüre für die Bezeichnung von Zweierpotenzen die Binärpräfixe und riet von der Verwendung der SI-Präfixe in binärer Bedeutung ab. Mit clause 4 wurden die binären Präfixe Bestandteil der weltweiten ISO-Norm IEC 80000-13:2008 (bzw. DIN EN 80000-13:2009-01).

## Verwendung

### Richtlinien
Die Einführung der Binärpräfixe bedeutet nicht, dass sie die SI-Präfixe für die Verwendung mit Bits und Bytes ersetzen sollen. Beispielsweise kann man die Größe eines 230 B großen Arbeitsspeichers mit „1.073.741.824 B“, „circa 1,074 GB“ oder eben praktischerweise als „exakt 1 GiB“ angeben. Dadurch können die SI-Präfixe stets eindeutig in ihrer genormten Bedeutung verwendet werden.
Welche Angabe sinnvoller ist, hängt vom Verwendungszweck ab, insbesondere davon, ob der Hintergrund einer binären Adressierung besteht und ob das von Belang ist (wie z. B. bei der Größe eines Halbleiterspeichers oder der Partitionierung einer Festplatte), oder ob der Hintergrund nicht mehr relevant ist (z. B. beim späteren Arbeiten mit Dateien auf denselben Medien). Das Arbeiten mit Zweierpotenzen kann allerdings beim Addieren oder Subtrahieren von Datenmengen mit verschiedenen Binärpräfixen und beim Übergang auf größere oder kleinere Binärpräfixe umständlicher sein, als bei der Verwendung der auf das Dezimalsystem zugeschnittenen SI-Präfixe (beispielsweise 1 GiB + 768 MiB = 1,75 GiB).

### Begriffsverwirrung bei nicht normgerechter Verwendung dezimaler Präfixe
Für Arbeitsspeicher werden oft auch heute noch SI-Präfixe normwidrig in binärer Bedeutung verwendet. Das gilt vor allem für mündliche Kommunikation, wenn die binären Präfixe Ki, Mi, … als Kilo, Mega, … gesprochen werden. Da im Zusammenhang Zweierpotenzen die Regel sind, wird vorausgesetzt, dass das richtig verstanden wird. Bei Datenspeichern mit sequentieller Adressierung oder bei der sequentiellen Übertragung von Daten gibt es hingegen keinen Grund, mit Zweierpotenzen zu arbeiten, sodass hier die SI-Präfixe meist normgerecht verwendet werden.
Die inkonsequente Vorgehensweise kann beim Rechnen mit Einheiten zu schwer nachvollziehbaren Fehlern führen, wie an folgendem einfachen Beispiel gezeigt werden soll:
Ein Computernutzer will eine Datei mit der angegebenen Größe von „40 MB“ aus dem Internet herunterladen und hat dazu eine Datenleitung mit einer Datenübertragungsrate von 8 Mbit/s zur Verfügung. Die zur vollständigen Übertragung der Datei benötigte Zeit lässt sich mit der Umrechnung 1 B = 8 bit (vereinfacht) folgendermaßen berechnen:
{\displaystyle t={\frac {40\,\mathrm {MB} }{8\,\mathrm {Mbit} /\mathrm {s} }}={\frac {40\,\mathrm {MB} }{8\,\mathrm {Mbit} /\mathrm {s} \cdot 1\,\mathrm {B} /8\,\mathrm {bit} }}={\frac {40\,\mathrm {MB} }{1\,\mathrm {MB} /\mathrm {s} }}}
Hier drängt es sich auf, MB im Zähler gegen MB im Nenner zu kürzen, sodass sich ein Ergebnis von {\displaystyle t=40\,\mathrm {s} } ergibt. Wenn jedoch im Zähler mit MB eine Zweierpotenz, im Nenner aber eine Zehnerpotenz gemeint ist, kann man die augenscheinlich gleichen Einheiten nicht gegeneinander kürzen.

### Akzeptanz und Verbreitung
Seit der Definition der Binärpräfixe sind Hersteller von Betriebssystemen und Speichermedien mehr und mehr dazu übergegangen, für Zweierpotenzen explizit Binärpräfixe zu verwenden und SI-Präfixe nur in dezimaler Bedeutung. Der Dateimanager in Windows ist jedoch nach wie vor die am weitesten verbreitete nicht normgerechte Verwendung der Präfixe.